# 博爾若米市鎮

博爾若米市鎮，是格魯吉亚南部薩姆茨赫-賈瓦赫蒂大区的市镇，行政中心为博爾若米。市镇面積为1,189平方公里，2014年人口数量为25,214人，人口密度每平方公里21人。